# Urtebræmme
Denne naturtype opstår, hvor der er rigelig adgang til kvælstof i jorden, og hvor bunden aldrig tørrer helt ud. Det kan f.eks. opstå langs vandløb og på nordsiden af hegn og skove. Naturtypen er tilsyneladende ikke afhængig af kulturpåvirkning, men betegner formentlig et successionsstadie på vej tilbage mod elleskov.
Urtebræmme er en betegnelse for en naturtype i Natura 2000-netværket, med nummeret 6430.

## Plantevækst
De typiske planter for denne naturtype er f.eks.:
- Almindelig Kattehale (Lythrum salicaria)
- Almindelig Mjødurt (Filipendula ulmaria)
- Dag-Pragtstjerne (Silene dioica)
- Døvnælde (Lamium album)
- Europæisk Engblomme (Trollius europaeus)
- Almindelig Løgkarse (Alliaria petiolata)